# Ordem de Ikhamanga
Ordem de Ikhamanga é uma honra sul-africana instituída em 30 de novembro de 2003 e é concedida pelo presidente da África do Sul para realizações em artes, cultura, literatura, música, jornalismo e esportes (que inicialmente foram reconhecidos pela Ordem do Baobab). A ordem tem três classes:
- Gold (OIG), para a realização excepcional,
- Silver (OIS), para realização excelente,
- Bronze (OIB), para a realização proeminente.

"Ikhamanga" é o nome Xhosa para a flor strelitzi, onde nasce na natureza. O Ikhamanga é o motivo central da Ordem dos Ikhamanga e simboliza a beleza única das realizações de sul-africanos nas áreas criativas de artes, cultura, literatura, música, jornalismo e esporte.